# 1 Pułk Artylerii Ciężkiej (1920)
1 pułk artylerii ciężkiej (1 pac) – oddział artylerii ciężkiej Wojska Polskiego II Rzeczypospolitej w okresie wojny polsko-bolszewickiej.

## Formowanie i zmiany organizacyjne
Wiosną 1919 przystąpiono do formowania brygad artylerii dla dywizji piechoty. Brygada składała się z dowództwa, pułku artylerii polowej i pułku artylerii ciężkiej (dywizjon trzybateryjny). Drugi dywizjon pułku artylerii ciężkiej przeznaczony był do rezerwy artylerii Naczelnego Dowództwa.
Dekretem Naczelnego Wodza Wojska Polskiego z 1 września 1919 wyznaczeni zostali dowódcy wszystkich istniejących wówczas ośmiu pułków artylerii ciężkiej. Dowódcą 1 pułku artylerii ciężkiej został ppłk Witold Światopełek-Mirski. Latem 1920  bateria zapasowa pułku stacjonowała w Modlinie.
We wrześniu 1919 w składzie 2 DP Leg. walczyła 1 bateria 1 pac leg z dwiema armatami 150 mm, i 3 bateria 1 pac leg.
dysponująca czterema austriackimi haubicami 100 mm. W grupie gen. Stefana Mokrzeckiego walczyła 2 bateria 1 pac leg. (jedno działo 150 mm).
Opracowany w październiku plan rozbudowy artylerii do końca 1919 przewidywał, że z dniem 31 grudnia zakończona zostanie organizacja baterii i dowództw formowanych w kraju przez baterie zapasowe pułków artylerii. W okresie od października do końca grudnia 1919 bateria zapasowa 1 pułku artylerii ciężkiej miała wystawić 3 baterię.

### Powstanie i działania I dywizjonu
8 grudnia 1918 w Krakowie sformowana została 4 bateria 1 pac Ziemi Krakowskiej. 28 grudnia sformowano w Warszawie 2. i 3 baterię artylerii 3 pac. Od 2 czerwca 1919 baterie weszły w skład 2 pac jako jego I dywizjon dowodzony przez kpt. Józefa Bizonia. Cztery dni później dywizjon  wszedł organizacyjnie w skład 1 pac Leg.
Walki rozproszonych baterii
Pierwsza wyruszyła na front bateria por. Władysława Dyszkiewicza. 11 grudnia 1918 dwie 100 mm haubice przewieziono z Krakowa do Przemyśla, a 15 grudnia bateria oddała pierwsze strzały na ukraińskie pozycje w Jaksmanicach. Od 23 grudnia bateria walczyła w składzie grupy gen. Zielińskiego w rejonie Czerlany – Lubień – Stawczany – Obroszyn, a następnie w obronie Lwowa. Od stycznia do maja 1919 działała w rejonie Mszany, a w maju i czerwcu pod Chyrowem, Samborem, Drohobyczem, Stryjem, nad Gniłą i Złotą Lipą. Stacjonując w Mołodecznie, od 31 lipca stanowiła odwód Frontu Litewsko-Białoruskiego. 9 sierpnia weszła w skład 2 DP Leg. i działała w rejonie Wilejki, Krzywicz, Budsławia, Parafjanowa i Dokszyc. 6 września przydzielona została do Grupy Operacyjnej gen. Edwarda Rydza-Śmigłego i uczestniczyła w walkach pod Dyneburgiem. 30 września skierowano ją do Warszawy w celu przezbrojenia na armaty francuskie kal. 105 mm. wz. 13.
W kwietniu 1919 na front pod Lidę pojechały kolejne baterie 1 pac. Weszły one w skład Grupy Zaniemeńskiej gen. Lasockiego. Właśnie pod Lidą 2 bateria zniszczyła sowiecki pociąg pancerny. Kolejną walkę ogniową toczyła dopiero 25 lipca w składzie 1 Dywizji Piechoty Legionów uczestnicząc w działaniach nad rzeką Łań, a następnie w walkach o Słuck. W końcu września skierowana została na wypoczynek pod Wilno. W tym czasie 3 bateria wspierała 2 Dywizję Piechoty Legionów w rejonie Smorgoni, a na początku sierpnia działała pod Semkówka, Kruhlicami, Smolcwiczami i Borysowem. W końcu września została skierowana na wypoczynek do Wilna. W styczniu 1920 obie baterie walczyły o Dyneburg, a w marcu dołączyła do nich 1 bateria. Wtedy dywizjon zebrał się po raz pierwszy w całości.
Działania całością dywizjonu
20 kwietnia 1920  dywizjon w składzie: 18 oficerów, 519 żołnierzy, 12 dział, 326 koni, 118 wozów i 5 ckm przewieziony został do Zwiahla, wszedł w skład 3 Armii i uczestniczył w wyprawie kijowskiej. Brał udział w walkach ofensywnych o Browary, Olszanicę, Złodziejówkę i Hermanówkę. Podczas odwrotu 3 Armii wspierał piechotę pod Borodzianką, Korosteniem, Olewskiem, Kaczyczynem, Niespodzianką, Żytyniem, Równem. Prowadząc działania bojowe, 10 sierpnia doszedł do Sokala. 13 sierpnia 3 bateria otrzymała polecenie udania się do Warszawy, do baterii zapasowej 1 pap Leg. Pozostałe baterie maszerowały w składzie 1 DP Leg. w czasie jej ataku znad Wieprza i nie były wykorzystywane w walce. Dopiero podczas bitwy niemeńskiej wspierały ogniem piechotę pod Krasnopolem, Sejnami, Marcinkańcami i Lidą. W pościgu za nieprzyjacielem 1 bateria osiągnęła Nowoprudce, a 2 bateria Zrebowicze, kończąc tam szlak bojowy I dywizjonu. Po zakończeniu działań wojennych dywizjon przechodził  kolejne zmiany organizacyjne. Od 10 kwietnia 1921 baterie dywizjonu stanowiły 1 dywizjon artylerii ciężkiej Legionów, a 27 grudnia utworzono z nich I dywizjon „pokojowego” 3 pułku artylerii ciężkiej.

### Powstanie i działania II dywizjonu
II dywizjon 1 pułku artylerii ciężkiej sformowany został 2 czerwca 1919 w Warszawie. Dowództwo nad nim objął kpt. Władysław Jankowski. Do końca sierpnia trwało szkolenie w obsłudze 155 mm haubic wz. 17. W pierwszych dniach września dywizjon wyjechał na front w rejon Dyneburga. Już 20 września dywizjon odnotował pierwsze straty. Silny ostrzał stanowisk 6 baterii spowodował śmiertelne rany 3 żołnierzy, a lżejsze 6 innych. Do połowy października dywizjon stał pod Dyneburgiem, a potem odpoczywał w rejonie Wilna. Potem wrócił w rejon Dyneburga i wziął udział w zdobywaniu miasta.
W połowie kwietnia 1920 dywizjon przerzucony został do Zwiahla, wziął udział w polskiej ofensywie na Ukrainie, a 13 maja dotarł do Kijowa. W czasie odwrotu przez Malin wycofał się do Korostenia. Stąd działa wysłano koleją do Olewska i dalej do Sarn. Obsługi przemieszczały się marszem pieszym. W Sarnach dywizjon (bez 6 baterii) koleją przez Powórsk, Brześć, Łuków, Dęblin, Warszawę dotarł do Różana. Stąd ciężkie działa wysłano do Warszawy, zaś dywizjon otrzymał armaty kal. 75 mm. W okresie  bitwy warszawskiej walczył w rejonie Borowa Góra – Izbica. Tymczasem 6 bateria dołączyła do sił głównych 6 pac i cofała się wraz z nim. 7 lipca została odesłana do mp baterii zapasowej na przezbrojenie. W końcu sierpnia II/1 pac ześrodkował się w Komorowie, a 15 września został skierowany koleją do Fordonu. Tu zastał go koniec wojny.

#### 21 dywizjon artylerii ciężkiej
Po zakończeniu działań II dywizjon 1 pułku artylerii ciężkiej, rozkazem DOGen. Poznań L.8716/I z 7 grudnia 1920, został przemianowany na 21 dywizjon artylerii ciężkiej. Dwa tygodnie później oddział odjechał do Niepołomic, do miejsca pobytu kadry baterii zapasowej 21 dac mjr. Stanisława Ożegalskiego. 7 maja 1921, rozkazem MSWojsk. L.16167/21.Art., zlikwidowano wojenny 6 pułk artylerii ciężkiej tworząc w jego miejsce „pokojowy” 5 pac z dowódcą ppłk. Józefem Ulrychem. W listopadzie 1921, rozkazem DOGen. Kraków L.11796/art., 21 dywizjon artylerii ciężkiej został przemianowany na II dywizjon 5 pułku artylerii ciężkiej i przegrupowany do koszar im. gen. Józefa Bema w Krakowie.